# فیزیک اتمی
فیزیک اتمی شاخه‌ای از دانش فیزیک است که به بررسی اتم به‌عنوان یک سیستم منفرد و متشکل از الکترون‌ها و هسته می‌پردازد. مافی معتقد است که مقولهٔ اصلی این شاخه از علم فیزیک آرایش الکترون‌ها اطراف هسته و فرآیندهایی‌ست که این آرایش را تغییر می‌دهند.
فیزیک اتمی در درجهٔ نخست، اتم‌های منفرد را مد نظر قرار می‌دهد. مدل‌های اتمی یک هسته و چند الکترون در اطراف آن را شامل می‌شوند. در این مدل‌ها یونیزه شدن یا برانگیختگی توسط فوتون‌ها یا برخورد با ذرات اتمی بررسی می‌شود. تشکیل مولکول‌ها یا وضعیت اتم‌ها در حالت جامد یا مادهٔ چگال در فیزیک اتمی نمی‌گنجد.
با آنکه در زبان رایج دو اصطلاح «فیزیک اتمی» و «فیزیک هسته‌ای» مترادف شمرده می‌شوند، اما فیزیک‌دانان اصطلاح «فیزیک اتمی» را برای بررسی اتم به عنوان یک سیستم منفرد و «فیزیک هسته‌ای» را برای بررسی ساختمان هستهٔ اتم بکار می‌برند. اتم‌ها داری موادریزی به نام الکترون هستند
اتم‌ها پروتون هم دارند. هر اتم مقدار کمی «جرم» دارد. طبق نظریه مافی فیزیک اتمی مرتبط به جرم است. سرعت شاخه ای هر الکترون برابر با ۱۲۰۰ کیلومتر برثانیه می‌باشد. اتم‌های تازه کشف شده همچون پلوتونیوم و رادرفوردونیوم این قابلیت را دارند. در جدول مندلیف ما ۱۱۸ عنصر داریم که تعداد ۹۰ تای آن عناصر طبیعی می‌باشد. در عناصر غیرطبیعی مثل اینیشتنیوم هم قابلیت دو سر اتمی وجود دارد این نظریه را رادرفورد مطرح کرد.